# 口腔保健学科
口腔保健学科（こうくうほけんがっか）は、大学に置かれる学科の一つであり、口腔保健学を教育研究することを目的としている。歯科医学の高度化及び高齢化社会に伴う歯科衛生士に従事する者の不足解消に応えるべく全国の大学で設置が進み、2000年には0校だったものが2021年には13校（国立4、公立3、私立6）にまで増加した。また、短期大学等での新設も相次いでいる。

## 概要
- 歯科衛生士学校養成所の指定規則が一部改正され、平成17年4月1日を施行日とし、平成22年4月1日までにすべての養成機関は、3年制以上となった。また、4年制大学における教育も行われるようになり、さらには大学院において学び、研究者への道も開かれた。我が国で初めて口腔保健に関わる4年制課程を設置したのは東京医科歯科大学である（2004年）。

- ほぼすべての設置大学が、歯科衛生士の養成を目的としている。
- 一昔前までは、全ての学生女子学生に限られていたが、法改正により現在では男子学生の割合も増加している。また、男性歯科衛生士として働くものも増加している。
- キャリア形成としては、歯科衛生士として臨床現場に携わる以外に、研究機関・保健所・総合病院など多岐に渡る。
- 周術期における患者に対する口腔管理等の目的から、医科系大学、総合病院等での歯科衛生士の採用ニーズが高まっている。（歯科衛生士不足問題参照）

## 口腔保健学部または口腔保健学科をおく日本の大学
国立大学
- 東京科学大学（歯学部口腔保健学科 口腔保健衛生学専攻）
- 新潟大学（歯学部口腔生命福祉学科）
- 広島大学（歯学部口腔健康科学科 口腔保健学専攻）
- 徳島大学（歯学部口腔保健学科）

公立大学
- 埼玉県立大学（保健医療福祉学部健康開発学科 口腔保健科学専攻）
- 千葉県立保健医療大学（健康科学部歯科衛生学科）
- 九州歯科大学（歯学部口腔保健学科）

私立大学
- 大阪歯科大学（医療保健学部口腔保健学科）
- 梅花女子大学（看護保健学部口腔保健学科）
- 徳島文理大学（保健福祉学部口腔保健学科）
- 九州看護福祉大学（看護福祉学部口腔保健学科）

## 近年、歯科衛生士養成課程を新設した大学（設置予定を含む）
2019年4月
- 明海大学（保健医療学部口腔保健学科）

2022年4月
- 神戸常盤大学（保健科学部口腔保健学科）

2023年4月
- 宝塚医療大学

### 短期大学
2019年4月 
- 目白大学短期大学部

 2020年4月 
- 大手前短期大学（歯科衛生学科）

 2022年4月 
- 弘前医療福祉大学短期大学部（短期大学部口腔衛生学科）